# Usmate Velate
Usmate Velate är en kommun i provinsen Monza e Brianza i regionen Lombardiet i Italien. Kommunen hade 10 325 invånare (2018).